# Young Blood (мини-альбом)
«Young Blood» — дебютный мини-альбом американской певицы, автора песен и актрисы Беа Миллер. Это её первый релиз после того, как она покинула второй сезон американского «The X Factor», заняв 8 место. Мини-альбом был выпущен 22 апреля 2014 на лейблах «Syco Music» и «Hollywood Records». 
В поддержку EP был выпущен одноимённый лид-сингл. Мини-альбом дебютировал под номером 64 в «Billboard 200» и смог в течение недели сохранить эту позицию.

## Синглы
Главная песня EP была выпущена в качестве сингла в тот же день, когда вышел сам мини-альбом — 22 апреля 2014. Видео на сингл было представлено 21 июля 2014 на официальном канале Миллер на VEVO. 
Все песни с мини-альбома вошли в дебютный студийный альбом Беатрис «Not An Apology», а следующим синглом выбрана песня «Fire N Gold».

## Список композиций
| №  | Название      | Автор(ы)                                          | Длительность |
| -- | ------------- | ------------------------------------------------- | ------------ |
| 1. | «Young Blood» | Беа Миллер Майк Дель Рио Мэтт Парад Фиби Райан    | 3:39         |
| 2. | «Enemy Fire»  | Меган Кабир                                       | 3:51         |
| 3. | «Fire N Gold» | Нолан Сайп Фредди Векслер Джаррад Роджерс         | 3:31         |
| 4. | «Dracula»     | Миллер Скайлер Стоунстрит Кара Диэгварди CJ Baran | 2:52         |

## Чарты
| Чарт (2014)       | Позиция |
| ----------------- | ------- |
| США Billboard 200 | 64      |

## История релиза
| Страна         | Дата           | Формат            | Лейбл                        |
| -------------- | -------------- | ----------------- | ---------------------------- |
| Австралия      | 21 ноября 2014 | Цифровая загрузка | Syco Music                   |
| Аргентина      | 21 ноября 2014 | Цифровая загрузка | Syco Music                   |
| Бельгия        | 21 ноября 2014 | Цифровая загрузка | Syco Music                   |
| Бразилия       | 21 ноября 2014 | Цифровая загрузка | Syco Music                   |
| Германия       | 21 ноября 2014 | Цифровая загрузка | Syco Music                   |
| Испания        | 21 ноября 2014 | Цифровая загрузка | Syco Music                   |
| Канада         | 21 ноября 2014 | Цифровая загрузка | Syco Music                   |
| Мексика        | 21 ноября 2014 | Цифровая загрузка | Syco Music                   |
| Нидерланды     | 21 ноября 2014 | Цифровая загрузка | Syco Music                   |
| Новая Зеландия | 21 ноября 2014 | Цифровая загрузка | Syco Music                   |
| Польша         | 21 ноября 2014 | Цифровая загрузка | Syco Music                   |
| Россия         | 21 ноября 2014 | Цифровая загрузка | Syco Music                   |
| США            | 22 апреля 2014 | Цифровая загрузка | Syco Music Hollywood Records |
| Украина        | 21 ноября 2014 | Цифровая загрузка | Syco Music                   |
| Франция        | 21 ноября 2014 | Цифровая загрузка | Syco Music                   |
| Эквадор        | 21 ноября 2014 | Цифровая загрузка | Syco Music                   |
| Япония         | 21 ноября 2014 | Цифровая загрузка | Syco Music                   |